# Namuwiki
 (août 2021).
Namuwiki (coréen : 나무위키) est un site web de wiki en coréen. Il s'agit d'un site web lancé le 17 avril 2015. Son nom, « Namu » (나무) se traduit littéralement par « Arbre » en coréen. Il a été critiqué pour son manque de précision et de neutralité, mais en janvier 2020, Namuwiki était classé le plus grand wiki en langue coréenne, plus grand et plus populaire que le Wikipédia en coréen.